# Sport nel Lazio
Il Lazio è una regione molto attiva dal punto di vista sportivo. Alla numerosa e capillare presenza di impianti sportivi sul suo territorio, si accompagna anche la rilevanza a livello nazionale ed internazionale delle sue società sportive.

## Principali impianti sportivi
- Stadio Centro d'Italia - Manlio Scopigno di Rieti
- Stadio Claudio Tomei di Sora (FR)
- Stadio comunale Domenico Fiore di Marino (RM)
- Stadio Benito Stirpe di Frosinone
- Stadio Conte Arduino Mangoni di Isola Liri (FR)
- Stadio dei Marmi di Roma
- Stadio del tennis di Roma
- Stadio Domenico Francioni di Latina
- Stadio Enrico Rocchi di Viterbo
- Stadio Flaminio di Roma
- Stadio Gino Salveti di Cassino (FR)
- Stadio Giovanni Maria Fattori di Civitavecchia (RM)
- Stadio del nuoto di Frosinone
- Stadio Olimpico di Roma
- Stadio Olindo Galli di Tivoli (RM)
- Stadio Mario Colavolpe di Terracina (LT)
- Stadio Steno Borghese di Nettuno (RM)
- Stadio Tre Fontane di Roma

Altri impianti:
- Centro sportivo Giulio Onesti di Roma
- Complesso natatorio del Foro Italico di Roma
- Ippodromo delle Capannelle (galoppo) a Roma
- Ippodromo Tor di Valle (trotto) a Roma
- Motovelodromo Appio a Roma
- PalaBianchini di Latina
- PalaLottomatica di Roma
- Palazzetto dello Sport di viale Tiziano a Roma
- Palazzetto dello Sport "Città di Frosinone"
- PalaSojourner di Rieti
- PalaMalè di Viterbo
- Autodromo di Vallelunga "Piero Taruffi" di Campagnano di Roma (RM)

## Principali società sportive

### Squadre di calcio a 11 maschile attive
| Società          | I livello | II livello | III livello | IV livello | Totale | Stagione 2024-25 |
| ---------------- | --------- | ---------- | ----------- | ---------- | ------ | ---------------- |
| Lazio            | 94        | 12         | -           | -          | 106    | Serie A          |
| Roma             | 94        | 1          | -           | -          | 95     | Serie A          |
| Frosinone        | 3         | 12         | 14          | 37         | 66     | Serie B          |
| Tivoli           | 2         | 6          | 6           | 10         | 24     | Serie D          |
| Latina           | -         | 4          | 14          | 30         | 48     | Serie C          |
| Rieti            | -         | 2          | 6           | 16         | 24     | Ecc./Prom.       |
| Viterbese        | -         | -          | 20          | 17         | 37     | Serie C          |
| Civitavecchia    | -         | -          | 17          | 29         | 46     | Eccellenza       |
| Sora             | -         | -          | 13          | 23         | 36     | Serie D          |
| Lodigiani        | -         | -          | 10          | 12         | 22     | Promozione       |
| Tevere Roma      | -         | -          | 6           | 8          | 14     | 2ª Categoria     |
| Colleferro       | -         | -          | 5           | 17         | 22     | Eccellenza       |
| Flaminia C.C.    | -         | -          | 3           | 10         | 13     | Serie D          |
| ALMAS            | -         | -          | 2           | 16         | 18     | 1ª Categoria     |
| Trastevere       | -         | -          | 2           | 9          | 11     | Serie D          |
| Monterosi Tuscia | -         | -          | 3           | 5          | 8      | Serie C          |
| Tuscania         | -         | -          | 1           | ?          | 1      | Promozione       |
| Romulea          | -         | -          | -           | 23         | 23     | Promozione       |
| Cassino          | -         | -          | -           | 18         | 18     | Serie D          |
| Anzio            | -         | -          | -           | 14         | 14     | Serie D          |
| Ostia Mare       | -         | -          | -           | 12         | 12     | Serie D          |
| Aprilia          | -         | -          | -           | 11         | 11     | Eccellenza       |
| Astrea           | -         | -          | -           | 11         | 11     | Eccellenza       |
| Terracina        | -         | -          | -           | 9          | 9      | Eccellenza       |
| Alatri           | -         | -          | -           | 9          | 9      | Promozione       |
| VJS Velletri     | -         | -          | -           | 8          | 8      | 1ª Categoria     |
| Cynthialbalonga  | -         | -          | -           | 8          | 8      | Serie D          |
| Isola Liri       | -         | -          | -           | 6          | 6      | 1ª Categoria     |
| Pomezia          | -         | -          | -           | 3          | 3      | Eccellenza       |
| Cerveteri        | -         | -          | -           | 3          | 3      | Promozione       |
| Ceccano          | -         | -          | -           | 3          | 3      | Promozione       |
| Gaeta            | -         | -          | -           | 3          | 3      | 1ª Categoria     |
| Ladispoli        | -         | -          | -           | 2          | 2      | Eccellenza       |
| Guidonia         | -         | -          | -           | 14         | 14     | 1ª Categoria     |
| Ferentino        | -         | -          | -           | 5          | 5      | Eccellenza       |
| Monterotondo     | -         | -          | -           | -          | 0      | 1ª Categoria     |

Di seguito le squadre in classifica in base al livello di appartenenza nella stagione 2022-2023, tranne che per Serie A-B e C in cui é aggiornata alla stagione 2025-2026:
| Livello      | Società nel 2022-2023                                                                                             |
| ------------ | --- |
| Serie A      | Lazio; Roma; |
| Serie B      | Frosinone |
| Serie C      | Latina; Guidonia Montecelio                                                                                       |
| Serie D      | Aprilia; Anzio; Cassino; Cynthialbalonga; Flaminia C.C.; Ostia Mare; Sora; Tivoli; Trastevere;                    |
| Eccellenza   | Astrea; Cerveteri; Civitavecchia; Colleferro; Ferentino; Ladispoli; Lodigiani; Pomezia; Rieti; Romulea; Terracina |
| Promozione   | Ceccano; Monterotondo; Rieti; Viterbese; VJS Velletri; Alatri                                                     |
| 1ª Categoria | ALMAS; Gaeta; Guidonia; Tuscania; Isola Liri                                                                      |
| 2ª Categoria | Tevere Roma; |
| 3ª Categoria | |

### Squadre di calcio a 11 maschile non più attive
Elenco delle società di calcio attualmente non in attività ordinate dall'ultima apparizione più recente:
- Pro Cisterna: si scioglie nel 2021; il calcio cittadino attualmente è rappresentato dal Cisterna Calcio in 1ª Categoria;
- Aprilia: nel 2023 la squadra sposta la squadra ad Ardea e cambia nome in FC Racing Ardea.
- Formia: nel 2020 cede il titolo alla Società Sportiva Atletico Lazio, l'Insieme Ausonia ha assunto la nuova denominazione Polisportiva Insieme Formia diventando primo club cittadino
- Cynthia: nel 2020 fa confluire la prima squadra con l'Albalonga, formando la Cynthialbalonga. Rimane attiva al livello giovanile con il nome di Albacynthia;
- Lupa Roma: acquista il titolo della LVPA Frascati nel 2014, si scioglie nel 2019,
- Fondi /  Racing Fondi: si scioglie nel 2018 cedendo il titolo sportivo all'Aprilia, il calcio cittadino continua con l'ASD Fondi Calcio in 1ª Categoria
- Lupa Castelli Romani /  Racing Club Roma: nel 2017 non si iscrive ma rimane attivo per il solo settore giovanile con sede e base ad Ardea;
- Casalotti: si scioglie nel 2017;
- Cisco Roma /  Atletico Roma: si scioglie nel 2011;
- Banco di Roma: si scioglie nel 1983;
- STEFER Roma: si scioglie nel 1980;
- Alba Roma/ Alba Audace/ Albala/ Albatrastevere: nel 1927 si fonde con Fortitudo Pro Roma e Roman nell'A.S. Roma. Viene rifondata ma si scioglie nel 1968 cedendo il titolo sportivo al Trastevere;
- FEDIT: si scioglie nel 1959 dando vita alla Associazione Sportiva Tevere Roma;
- Chinotto Neri: si scioglie nel 1957 cedendo il titolo sportivo alla FederconsorziFederconsorzi che diventa FEDIT;
- Fortitudo/ Fortitudo Pro Roma nel 1927 si fonde con Alba Audace e Roman nell'A.S. Roma. Viene rifondata ma scioglie la sezione calcio nel 1955.
- Juventus Audax/ Juventus Roma;: nel 1924 viene assorbita dalla Fortitudo. Viene rifondata ma si fonde nell'ALMAS nel 1946;
- Italia Libera: si scioglie nel 1946;
- MATER: si scioglie nel 1945;
- Ala Italiana: si scioglie nel 1945 fondendosi nell'Alba Roma;
- VV.FF. Roma: si scioglie nel 1944 cedendo il proprio titolo sportivo all'Italia Libera;
- Avia/ Gruppo Sportivo R.S.T. Littorio: si scioglie nel 1944 venendo incorporata dalla Juventus Roma;
- US Romana: si scioglie una prima volta nel 1924 fondendosi nella Pro Roma. Viene rifondata ma si scioglie nuovamente nel 1928;
- Roman: nel 1927 si fonde con Alba Audace e Fortitudo Pro Roma nell'A.S. Roma;
- Audace Roma: si scioglie nel 1926 fondendosi con l'S.S. Alba nella SS Alba Audace;
- Pro Roma: si scioglie nel 1926 fondendosi con la Fortitudo nella Fortitudo Pro Roma;
- Vittoria Roma: nel 1922 si fonde con la Tiberis nell'Unione Sportiva Tiberis e Vittoria. Viene rifondata ma nel 1926 si scioglie nuovamente;
- Tiberis/ US Tiberis e Vittoria: nel 1922 si fonde con la Vittoria Roma nell'Unione Sportiva Tiberis e Vittoria che si scioglie nel 1924;
- C.S. Virtus: si scioglie nel 1909;

Baseball
- Anzio Baseball
- Nettuno Baseball
- Roma Baseball
- Lazio Baseball

Beach soccer
- Terranova Terracina Beach Soccer

Calcio femminile
- Associazione Sportiva Roma
- Res Roma (società sciolta)
- Società Sportiva Dilettantistica Roma Calcio Femminile
- Società Sportiva Lazio Calcio Femminile

Calcio a 5
- Brillante Calcio a 5
- Futsal Isola
- Latina Calcio a 5
- Real Rieti Calcio a 5
- Rio Ceccano
- S.S. Lazio Calcio a 5
- Torrino Sporting Club Calcio a 5

Canottaggio
- Circolo Canottieri Aniene
- Circolo Canottieri Roma
- Circolo Canottieri Tirrenia Todaro
- Reale Circolo Canottieri Tevere Remo
- Circolo Canottieri Lazio

Cricket
- Capannelle Cricket Club
- Gallicano Cricket Club
- S.S. Lazio Cricket

Floorball
- Viking Roma Floorball Club
- Floorball Ciampino

Football americano
- Gladiatori Roma
- Marines Lazio

Karate
- A.s.d. Bracciante karate

Ginnastica artistica
- Olos Gym 2000
- Roma Leones Lacrosse
- S.S. Lazio Lacrosse

Hockey su prato
- Hockey Club Roma
- Hockey Club Eur
- Butterfly Roma Hockey & Cricket Club
- S.S. Lazio Hockey

Hockey su ghiaccio
- Hockey Club Latina
- ASHC Roma
- S.S. Lazio Hockey

Hockey in linea
- Pirati Civitavecchia
- Hockey Club Latina

Nuoto
- Società Sportiva Lazio Nuoto

Pallacanestro maschile
- Nuova Sebastiani Basket Rieti
- Virtus Pallacanestro Roma
- N.P.C. Rieti
- Virtus Cassino
- Pallacanestro Palestrina
- Latina Basket
- Eurobasket Roma
- Veroli Basket
- San Raffaele Basket

Pallacanestro femminile
- San Raffaele Basket
- Virtus Viterbo
- Vis Fortitudo Pomezia

Pallamano maschile
- Sporting Club Gaeta
- Pallamano Virtus Roma
- Handball Club Fondi
- S.S. Lazio Pallamano

Pallamano Femminile
ASD Flavioni Handball Civitavecchia
Pallavolo
- M. Roma Volley
- Top Volley Latina
- Argos Volley
- S.S. Lazio Pallavolo

Pallanuoto
- Associazione Sportiva Roma Pallanuoto
- Rari Nantes Roma
- Società Nuoto e Canottaggio Civitavecchia
- S.S. Lazio Nuoto

Paracadutismo
- S.S. Lazio Paracadutismo

Rugby
- ASD Rugby Rieti
- Colleferro Rugby
- Fiamme Oro Rugby
- Rugby Frascati
- Rugby Roma Olimpic
- Rugby Lazio
- Unione Rugby Capitolina
- U.S. Primavera Rugby Roma
- Arvalia Villa Pamphili Rugby Roma A.S.D.
- Polisportiva S.S. Lazio Rugby 1927

Softair
- Cignali della Tuscia Oriolo Romano
- Delta Caere Cerveteri
- Warthog Bracciano

Softball
- Roma Softball Fastpitch
- S.S. Lazio Softball